# Syntrichia cavallii
Syntrichia cavallii är en bladmossart som beskrevs av Ryszard Ochyra 1992. Syntrichia cavallii ingår i släktet skruvmossor, och familjen Pottiaceae. Inga underarter finns listade i Catalogue of Life.